# 小説の神様
『小説の神様』（しょうせつのかみさま）は、相沢沙呼による日本の小説。2016年6月21日に、講談社の講談社タイガより、書き下ろし作品として刊行された。
2018年、シリーズ続刊として上下二分冊で『小説の神様 あなたを読む物語』が講談社（講談社タイガ）より刊行された。
2019年から2020年にかけて手名町紗帆の作画で漫画化。2020年4月22日に『小説の神様 わたしたちの物語 小説の神様アンソロジー』が講談社（講談社タイガ）より刊行、同年10月2日に実写映画が公開された。

## あらすじ
3年前、一般文芸の新人賞を受賞し、周囲から期待をされながら小説家デビューをした高校生作家・千谷一也。しかし、売上部数はデビュー以来下がり続け、執筆作品が書店に並ばなくなりSNS上での酷評を見る度に作家としての自信をすっかり無くしていた。そんなある日、担当編集者の河埜の提案で、一也は人気女性作家・不動詩凪と二人一組で小説を書くことになる。不動詩凪…その正体は、一也のクラスメイトの小余綾詩凪だった。

## 登場人物
千谷 一也（ちたに いちや）
高校二年生、文芸部員。高校生作家であり、ペンネームは「千谷 一夜」（読みは本名と同じ）。小説が売れず心を病んでしまい、ネガティブになっている。
小余綾 詩凪（こゆるぎ しいな）
高校二年生。一也と同じ文芸部員。この春、一也の高校に転入してきた。一也と同期の高校生作家であり、ペンネームは「不動 詩凪（ふどう しいな）」。多彩な創作力と緻密なシナリオ、その容姿からも話題となった人気作家。
千谷 雛子（ちたに ひなこ）
一也の妹。心臓に持病があり、入院している。不動詩凪の大ファン。
九ノ里 正樹（くのり まさき）
高校二年生。文芸部部長であり、一也の友人。一也に小余綾詩凪を文芸部に勧誘するよう、話を持ち掛ける。
成瀬 秋乃（なるせ あきの）
高校一年生。実家が書店を営んでいる。文芸部を訪ね、一也の短編小説を読み憧れている。小説への強い情熱から、一也に小説の書き方について教えを乞う。
河埜（こうの）
一也と詩凪の編集担当。作家としての自信を無くしている一也を気に掛け、詩凪との小説の合作を持ちかける。

## シリーズ一覧
- 相沢沙呼（著）、丹地陽子（カバーイラスト）、講談社〈講談社タイガ〉
  1. 『小説の神様』、2016年6月21日発売、ISBN 978-4-06-294034-4
  2. 『小説の神様 あなたを読む物語』
    - 上巻：2018年8月22日発売[2]、ISBN 978-4-06-512554-0
    - 下巻：2018年9月20日発売[3]、ISBN 978-4-06-513141-1

## 漫画
講談社の『少年マガジンR』において、2019年6号から2020年10号まで連載された。作画は手名町紗帆が担当している。第3巻では、購入特典で「神様の探索」（『小説の神様 わたしたちの物語 小説の神様アンソロジー』所収）の漫画版が読めるURLとパスワードがつけられた。
- 手名町紗帆（漫画）・相沢沙呼（原作） 『小説の神様』 講談社〈KCデラックス〉、全3巻
  1. 2020年2月14日発売[8]、ISBN 978-4-06-518937-5
  2. 2020年6月17日発売[9]、ISBN 978-4-06-519521-5
  3. 2020年10月2日発売[7]、ISBN 978-4-06-521041-3

## 公式アンソロジー
『小説の神様 わたしたちの物語 小説の神様アンソロジー』のタイトルで、講談社の講談社タイガより刊行された。全て書き下ろし。カバーイラストは丹地陽子。相沢沙呼による『小説の神様』の前日譚となる「神様の探索」、コミカライズを手掛けた手名町紗帆による漫画、その他作家6名の小説を収録している。
- 2020年4月22日発売、ISBN 978-4-06-519264-1

| 執筆者     | タイトル                                                   |
| ---------- | ---------------------------------------------------------- |
| 降田天     | イカロス                                                   |
| 櫻いいよ   | 掌のいとしい他人たち                                       |
| 芹沢政信   | モモちゃん                                                 |
| 手名町紗帆 | 神様への扉                                                 |
| 野村美月   | 僕と“文学少女”な訪問者と三つの伏線                         |
| 斜線堂有紀 | 神の両目は地べたで溶けてる                                 |
| 相沢沙呼   | 神様の探索                                                 |
| 紅玉いづき | 『小説の神様』の作り方――あるいは、小説家Aと小説家Bについて |

## 映画
『小説の神様 君としか描けない物語』（しょうせつのかみさま きみとしかえがけないものがたり）のタイトルで映画化。監督は久保茂昭、主演は佐藤大樹（EXILE / FANTASTICS）と橋本環奈。
当初は2020年5月22日に公開予定だったが、新型コロナウイルスの感染拡大により、同年10月2日に延期され、これに伴い配給元も松竹からHIGH BROW CINEMAに変更された。10月3日には新宿バルト9にて公開記念舞台挨拶が無観客で実施され、全国137館に中継された。
映画本編内のタイトルロゴでは単に「小説の神様」となっており、「君としか描けない物語」という副題は表示されない。

### キャスト
- 千谷一也：佐藤大樹（EXILE / FANTASTICS）
- 小余綾詩凪：橋本環奈
- 九ノ里正樹：佐藤流司[15]
- 成瀬秋乃：杏花[15][注 1]
- 千谷雛子：莉子[15]
- 野中（一也のデビュー作の担当編集者）：坂口涼太郎[15]
- 河埜：山本未來[15]
- 千谷昌也（一也の父）：片岡愛之助[15]
- 千谷優理子（一也の母）：和久井映見[15]

### スタッフ
- 原作：相沢沙呼『小説の神様』（講談社タイガ刊）
- 監督：久保茂昭
- 脚本：鎌田哲生
- 主題歌：伶『Call Me Sick』 (Sony Music Labels Inc.) [16]
- 挿入歌：伶『こんな世界にしたのは誰だ』（Sony Music Labels Inc.）、琉衣『一輪の花』『枯れゆく声』、Leola『ないものねだり』『Lucky Me』[16]
- 製作総指揮：沢桂一、森雅貴
- 製作：下村忠文、森広貴、飯田雅裕、角田真敏、渡辺章仁
- エグゼクティブプロデューサー：井上鉄大、南波昌人、松橋真三
- プロデューサー：清水洋一、佐藤圭一朗、藤村直人
- 音楽：中野雄太
- 撮影：鯵坂輝国
- 照明：平野勝利
- 録音：齋藤泰陽
- 美術：松塚隆史
- 装飾：山田好男
- 編集：和田剛
- 音響効果：齋藤昌利
- スタイリスト：宮本茉莉
- ヘアメイク：澤田久美子
- キャスティング：下鳥真沙
- 助監督：久保朝洋
- 制作担当：今井聖
- 宣伝プロデューサー：室伏達也
- 配給：HIGH BROW CINEMA
- 制作プロダクション：CREDEUS
- 製作：映画「小説の神様」製作委員会（日本テレビ放送網、LDH、朝日新聞社、講談社、ローソンエンタテインメント）